# Sam Francis (Leichtathlet)
Harrison Samuel „Sam“ Francis (* 26. Oktober 1913 in Dunbar, Nebraska; † 23. April 2002 in Springfield, Missouri) war ein US-amerikanischer Kugelstoßer und American-Football-Spieler.
Als Kugelstoßer wurde er bei den Olympischen Spielen 1936 in Berlin Vierter mit 15,45 m. 
1937 wurde er für die University of Nebraska-Lincoln startend mit seiner persönlichen Bestleistung von 16,30 m NCAA-Meister.
In der National Football League (NFL) spielte er von 1937 bis 1938 bei den Chicago Bears, 1939 bei den Pittsburgh Pirates und von 1939 bis 1940 bei den Brooklyn Dodgers.
Sam Francis starb am 23. April 2002 und ist auf dem Springfield National Cemetery begraben.